# Bełżeccy herbu Jastrzębiec

Herb Jastrzębiec

Bełżeccy herbu Jastrzębiec – polska senatorska rodzina szlachecka. 
Bełżeccy, pieczętujący się herbem Jastrzębiec, według Niesieckiego pochodzą od Żakowskich. Nabywszy w XV w. dobra w województwie bełskim, założyli miasto Bełżec, od którego przyjęli nazwisko Bełżecki. Byli rozsiedleni w województwie ruskim i bełskim. Wielu z nich służyło rycersko i pełniło urzędy ziemskie oraz zasiadało w senacie. 

## Przedstawiciele rodu
- Adam Antoni Bełżecki (zm. 1719) – kasztelan bełski, kasztelan przemyski, stolnik bełski
- Aleksander Stanisław Bełżecki (zm. 1677) – kasztelan sanocki, wojewoda podolski, starosta wyszogrodzki
- Bonawentura Konstanty Bełżecki  (zm. 1667) – stolnik halicki
- Ewaryst Jan Bełżecki (ok. 1610- po 1659) – dworzanin królewski, pisarz pokojowy
- Jan Bełżecki (zm. p. 1642) – dworzanin królewski, starosta bełski, łowczy bełski, podkomorzy halicki
- Krzysztof Bełżecki (ok. 1600-po 1637) – deputat na Trybunał Główny Koronny, poseł na sejm 1637
- Mikołaj Bełżecki (ok. 1560-po 1599) – sędzia bełski
- Wojciech Bełżecki (ok. 1730-1769) – stolnik buski, skarbnik grabowiecki.